# كارل فوجت
كارل فوجت (بالألمانية: Karl Vogt )‏ (و. 1817 – 1895 م) هو فيلسوف، وعالم حيواني، وأستاذ جامعي، وجيولوجي، وعالم وظائف الأعضاء، وسياسي من ألمانيا، وسويسرا، والاتحاد الألماني، والإمبراطورية الألمانية، ولد في غيسن، وكان عضوًا في الأكاديمية الألمانية للعلوم ليوبولدينا، توفي في جنيف، عن عمر يناهز 78 عاماً.

## مناصب
تولى منصب عضو المجلس الوطني السويسري (1877–1880)، وعضو مجلس الولايات السويسري (1869–1870)، وعضو مجلس الولايات السويسري (1855–1860)، وعضو برلمان فرانكفورت.

## روابط خارجية
- كارل فوجت على موقع الموسوعة البريطانية (الإنجليزية)